# Ruée vers l'or en Nouvelle-Galles du Sud
La Ruée vers l'or en Nouvelle-Galles du Sud en Australie, a connu une première vague entre 1851 et 1880. Cette époque de l'histoire de la Nouvelle-Galles du Sud a induit une croissance rapide de sa population et un essor important de l'économie.

## Contexte

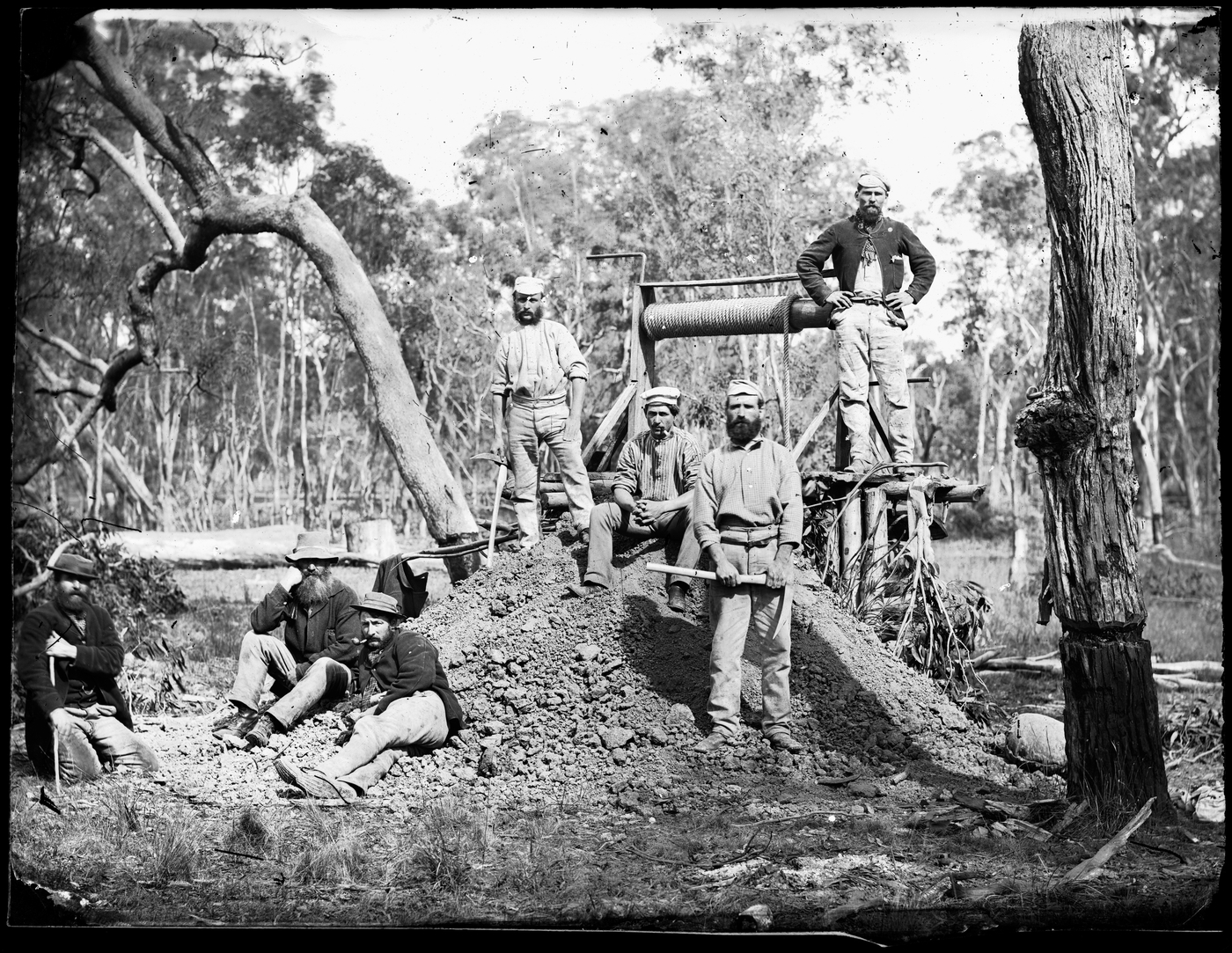
Gulgong Goldfield, Nouvelle-Galles du Sud, 1872-1873, attribué à Henry Beaufoy Merlin

L'or a été officiellement découvert pour la première fois en Australie le 15 février 1823, par l'arpenteur adjoint James McBrien, à Fish River, entre Rydal (Nouvelle-Galles du Sud) (en), et Bathurst, comme il l'a relaté dans son carnet d'arpenteur (Fin de la ligne d'arpentage) « " A cet endroit j'ai trouvé de nombreuses particules d'or propices à la rivière" ».
Puis, en 1839, le géologue et explorateur Paweł Edmund Strzelecki découvrit de petites quantités d'or dans la vallée de Clwyd près de Hartley, et en 1841, le révérend WB Clarke trouva de l'or dans la rivière Coxs.

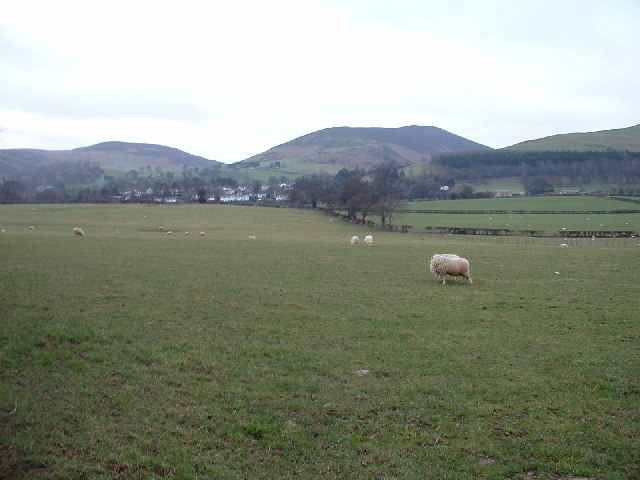
Llanbedr, dans le Val de Clwyd.

Dans un premier temps, pour éviter les troubles au sein de la communauté, et pour préserver l'équilibre écologique du site, les recherches furent interdites par les autorités gouvernementales.
En 1849, le gouvernement colonial rectifia cette position en demandant l'approbation du Colonial Office d'Angleterre pour autoriser l'exploitation des ressources minérales dans la Nouvelle-Galles du Sud. Un géologue a été demandé et cela a conduit à la nomination de Samuel Stutchbury. Comme ce fut le cas à Auckland, des primes furent offertes par les entreprises financières à celui qui ramènerait de l'or.

## AuXIXesiècle

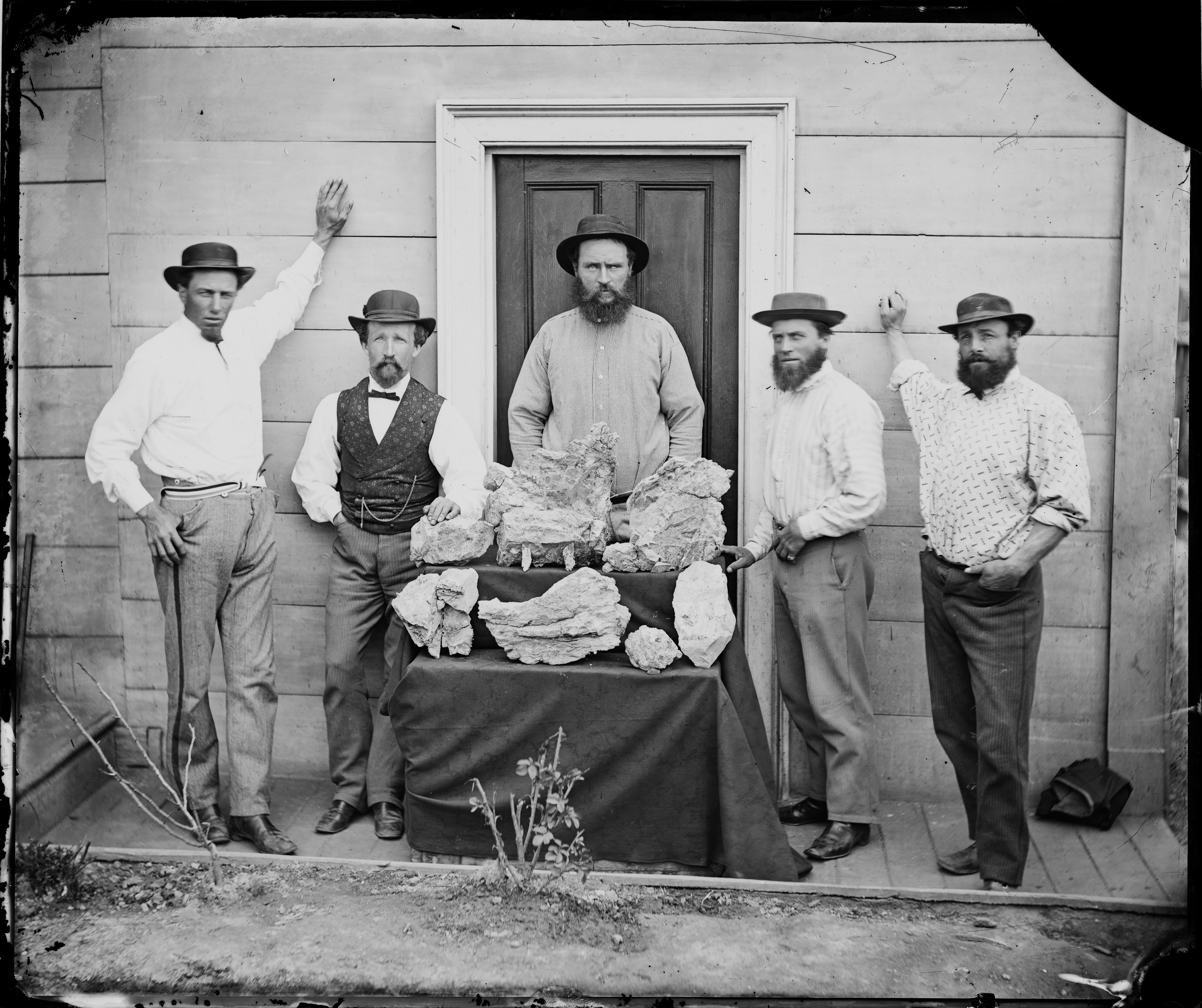
Bernhardt Holtermann (2e à partir de la gauche), Richard Ormsby Kerr (au centre) et Beyers (2e à partir de la droite), avec de l'or de récif de la mine Star of Hope, 1872, attribué à Henry Beaufoy Merlin

Après avoir effectué des recherches lors de la ruée vers l'or en Californie aux U.S.A, Edward Hargraves s'est rendu en Nouvelle-Galles du Sud, car il était frappé de la similitude entre les roches des deux régions. Il découvre dans le bassin de la rivière Macquarie des traces d'or. Accompagné dans son expédition par John Hardman Lister et James Tom, ils trouvèrent de l'or dans un lieu qu'il appela Ophir.
Il rencontra le gouverneur de la colonie une pépite à la main et lui demanda douze mille cinq cents francs pour montrer l'endroit où il affirmait avoir trouvé le 12 février 1851 de l'or près de Bathurst,
Gardant sa découverte secrète, il s'est rendu, ensuite en mars, à Sydney pour y rencontrer le secrétaire aux colonies. Bientôt, la revendication a été reconnue et Hargraves a été nommé « commissaire des terres ». Il a également reçu une récompense de 10 000 £ du gouvernement de la Nouvelle-Galles du Sud, ainsi qu'une pension à vie et une récompense de  5 000 £ du gouvernement victorien. En raison d'un différend avec ses partenaires, cependant, une partie de la récompense a été retenue.

## LeRiot Act

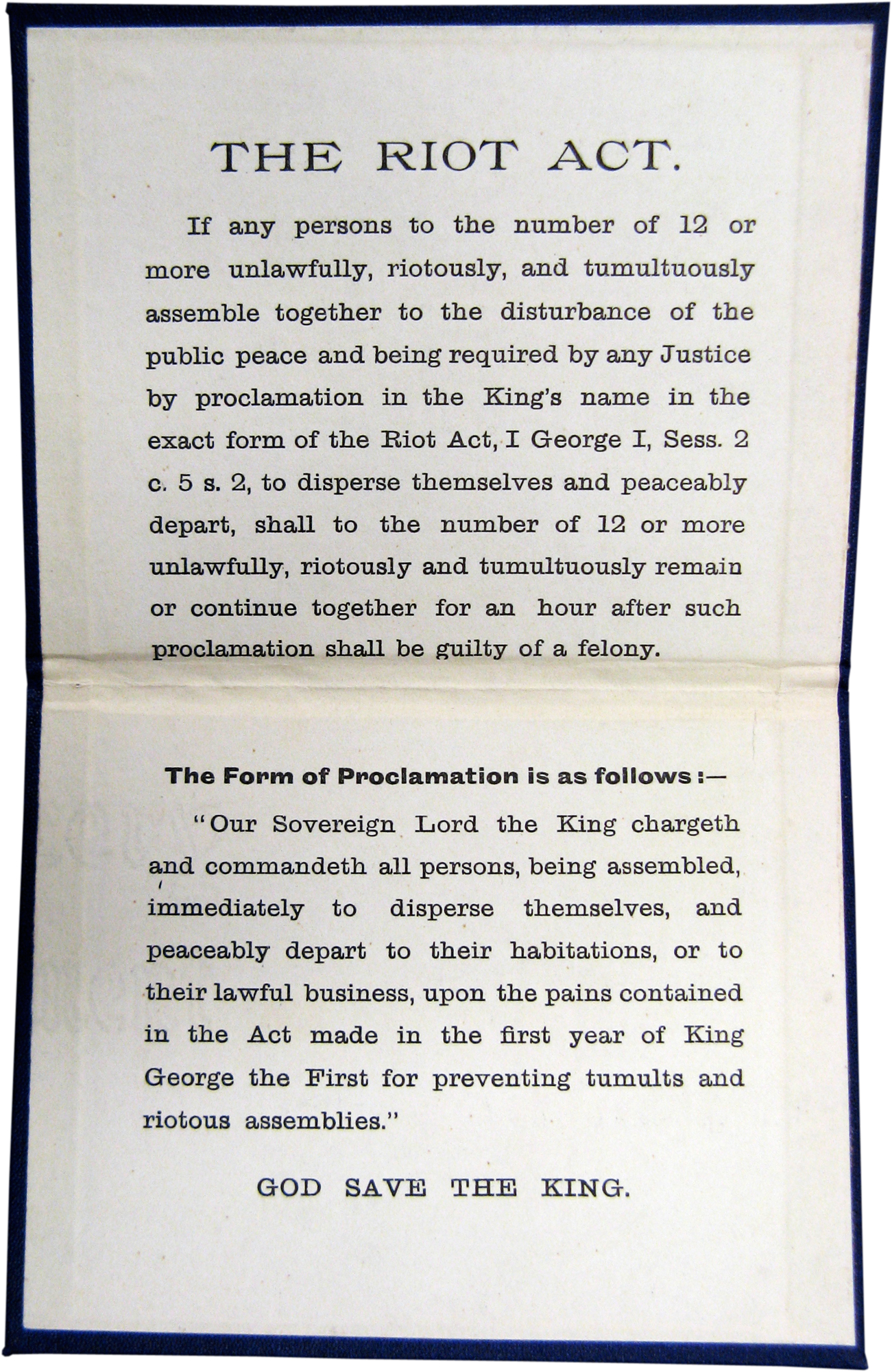
Texte du Riot Act

Au fur et à mesure que le gouvernement imposait des restrictions et des frais sur l'exploitation minière, le mécontentement des pionniers grandissait. La redevance mensuelle de 30 shillings leur était difficile à payer quand la taille de la concession n'autorisait qu'une surface de 13½ mètres carrés. Les contrôles de police dans les champs aurifères furent renforcés, afin d'encaisser cette taxe. Par ailleurs dix ans après le début de la ruée vers l'or en 1851, la population de la Nouvelle-Galles du Sud est passée de 200 000 à 357 000 personnes, soit une augmentation de 78 %. De plus l'immigration s'accentuant, les tensions entre les communautés furent de plus en plus grandes, des émeutes éclatèrent en 1861. Le gouverneur Fitzroy fit appliquer à la date du 14 juillet 1861 le Riot Act, une loi relative aux émeutes qui avaient été votée par le Parlement de Grande-Bretagne, en 1714.

## Emplacement des sites

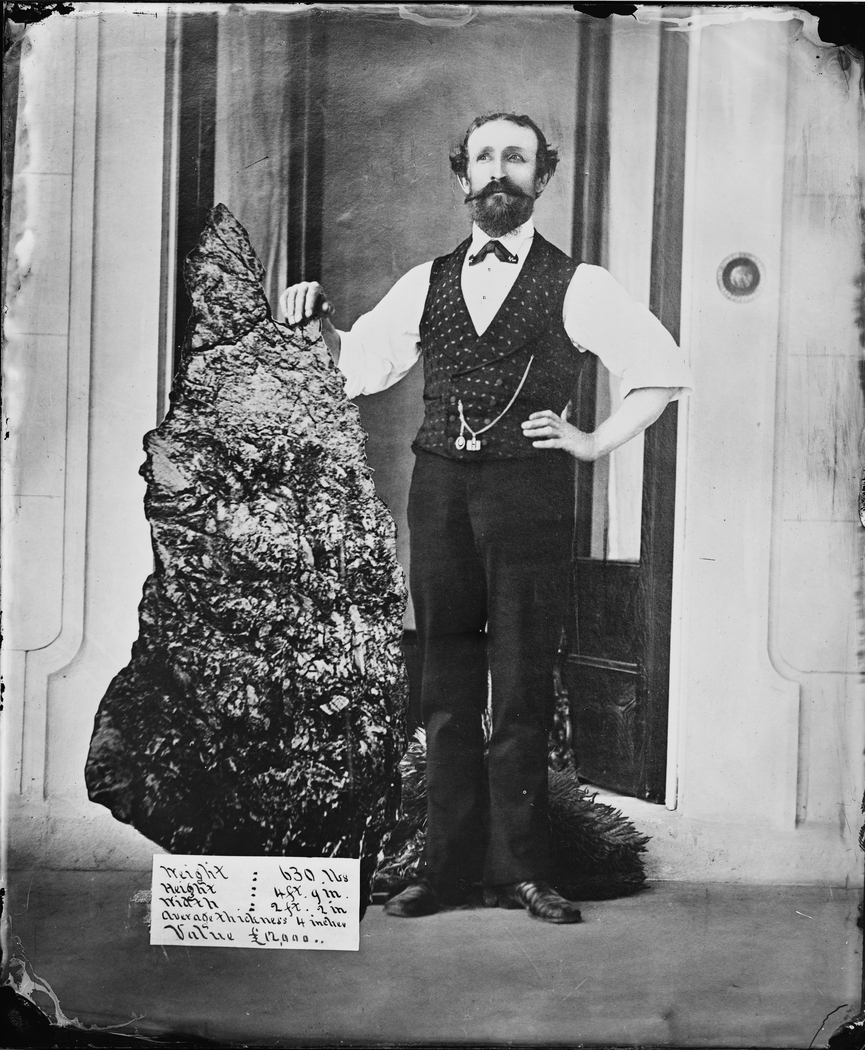
B.O. Oltermann et le spécimen d'or découvert à la mine Star of Hope en 1872

Des ruées de prospecteurs ont été vécues dans les localités suivantes : 
- Bathurst, mai 1851
- Sofala, Nouvelle-Galles du Sud, juin 1851
- Bungonia, juillet 1851
- Hill End, juillet 1851
- Louisa Creek (maintenant Hargraves) près de Mudgee, juillet 1851
- Moruya, juillet 1851
- Araluen, septembre 1851 [Araluen & Bells Creek]
- Braidwood, octobre 1851 [Majors Creek]
- Pointe de Bell sur la rivière Bell, novembre 1851
- Tuena, novembre 1851
- Près du lac George, 1851 [Carraway Flat & Black Swamp]
- Paroisse à 80 km au sud de Bathurst, 1851
- Oakey Creek près de Coolah, 1851
- Monaro, 1851
- Hanging Rock, près de Nundle (plateau du nord), 1851
- Adelong, 1852
- Sunny Corner, 1854
- Rocky River près d'Uralla, 1856
- Broulee, 1857, sur le champ d'Araluen
- Mogo, 1858, sur le champ d'Araluen
- Kiandra, 1859
- Young, 1860, connu à l'époque sous le nom de Lambing Flat
- Nerrigundah, 1861
- Forbes, 1861
- Parkes, 1862
- Lucknow près d' Orange, 1862
- Grenfell, 1866
- Gulgong, 1870
- Hillgrove, 1877
- Mount McDonald près de Cobar, 1892
- Mount McDonald près de Wyangala, 1880
- Wyalong, 1893

## AuXXe siècle
Après une baisse de la production d'or en Nouvelle-Galles du Sud au milieu du XXe siècle, une résurgence de la production d'or a commencé dans les années 1980 en raison de l'amélioration des techniques d'exploration et d'exploitation minière et du prix élevé de l'or. La mine Cadia-Ridgeway dans les Central Tablelands comprend la plus grande exploitation minière souterraine d'Australie.

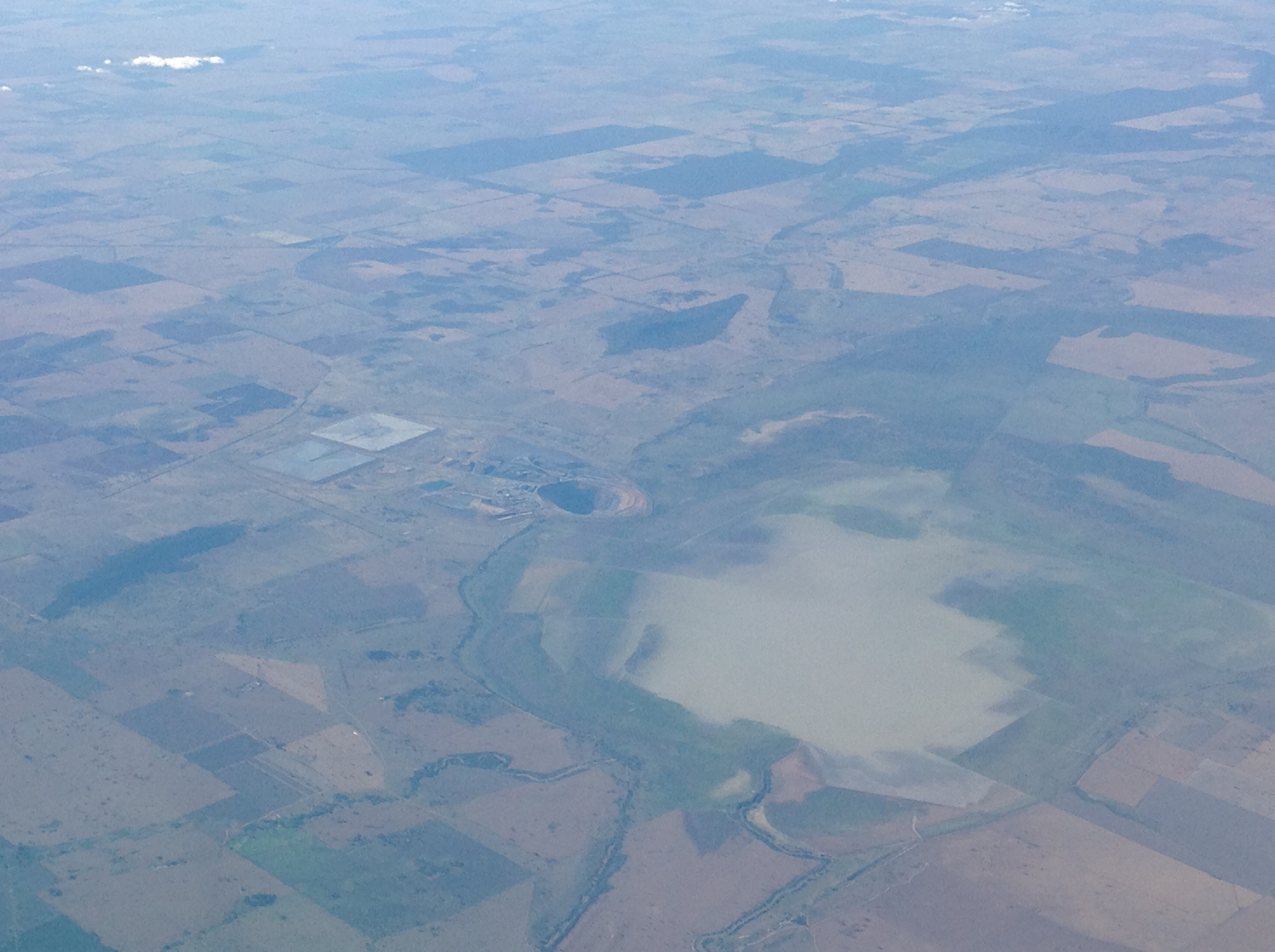
Lac Cowal

Une autre mine d'or à ciel ouvert à grande échelle, est celle de la mine du Lac Cowal de Barrick Gold. Le lac est riche en métaux précieux, notamment en or, ce qui a suscité l’intérêt de sociétés minières. Craignant une contamination du lac par le cyanure, utilisé pour l'extraction de l'or, des protestations d'exploitation ont donné naissance au programme de protection The Lake Cowal Campaign soutenu par plus de 40 associations écologistes, qui ensemble forment la Coalition pour la protection du lac Cowal (en anglais, Coalition to Protect Lake Cowal) fondée initialement par le Rainforest Information Centre et Les Amis de la Terre - Australie. Le site est actuellement exploité par la société minière canadienne Barrick Gold.